# 盤腺蓼
盤腺蓼（学名：Polygonum micranthum）为蓼科蓼屬下的一个种。

## 扩展阅读
- 維基物種上的相關：盤腺蓼